# Kostel svatého Vojtěcha (Vysočany)
Kostel svatého Vojtěcha v Praze Na Balkáně je od 1. ledna 2008 římskokatolický farní kostel kvazifarnosti Praha – Na Balkáně. Vznikl z bývalé orlovny a nachází se v ulici Na Balkáně v místě zvaném Balkán v městské části Vysočany u hranice Žižkova.

## Historie
Roku 1939 byla rozpuštěna katolická tělocvičná organizace Orel a její orlovna měla propadnout konfiskaci. Spolek pro postavení kostela v Nových Vysočanech se s Orlem dohodl, uhradil dluhy na orlovně a zřídil v ní kapli zasvěcenou svatému Vojtěchovi na památku 900. výročí přenesení ostatků tohoto světce z Hnězdna do Prahy. 
Po skončení druhé světové války bylo plánováno v blízkosti kaple postavit nový kostel, z čehož však po roce 1948 sešlo.
Z iniciativy věřících byla kaple v 90. letech 20. století obnovena. 
od 1. ledna 2008 římskokatolický farní kostel kvazifarnosti Praha – Na Balkáně a filiálním kostelem farnosti u svaté Anny na Žižkově a duchovní službu v ní vykonává farnost karlínská u kostela svatého Cyrila a Metoděje.